# Пут Алије Ђерзелеза
Пут Алије Ђерзелеза је приповетка Иве Андрића у којој је поред основне теме, слабости мушкарца према великој женској лепоти, обрађен сукоб присутан у сваком човеку: између његових жеља и могућности.

## Структура
Приповетка се састоји из три дела и прати живот главног јунака, односно један део његовог бурног живота. Сам лик Алије Ђерзелеза је митски. Легенда која прати овог јунака јесте да је био изузетно побожан. Непријатељи су сазнали за ту његову побожност, па су му одсекли главу. Његову главу су поклонили угарском краљу, по чијем наређењу је глава укопана на Будимском брду, које од тог доба носи назив Герзелез брдо. Касније је, у његову славу на том месту турски султан Сулејман Величанствени подигао текију. Тог и таквог Ђерзелеза Андрић узима за главног јунака своје приповести, али га описује на ни мало митски начин.
Тон читаве приповетке је углавном монолошки. Дијалози су прилично ретки и углавном су ту због реалистичнијег приказа ликова - како њихове спољашњости, тако и њихових унутрашњих борби и немира.

## Лик Ђерзелеза у дјелу
Главни јунак, за разлику од митског Ђерзелеза у овом делу добија сасвим другачији опис и особине. На самом почетку дела, Ђерзелез долази на белом, окићеном коњу. Тако сазнајемо да му се многи диве и поштују га. А затим, у наставку тај и такав Ђерзелез постаје огољен - у тренутку када силази са коња, читалац сазнаје да је он здепасте грађе, прилично низак и са несразмерно дугачким рукама на том малом телу. Уз то је тром и споро хода. Моменат када је читалац сигуран да митски и књижевни лик готово немају ништа заједничко осим имена је опис случајног сусрета главног јунака са прелепом Венецијанком. У том тренутку Ђерзелез престаје да буде јунак у правом епском смислу, остаје опчињен великом женском лепотом и постаје њен роб. До краја приповетке Ђерзелез постаје трагични јунак, јер схвата сву суштину своје неостварености, жудећи за стварима за које је свестан да неће никада достићи, а истовремено жалећи због тога. 